# Ngassam Falemi
Ngassam Nana Falemi (Bucareste, 5 de maio de 1974) é um ex-futebolista profissional romeno naturalizado camaronês, que atuava como volante.

## Carreira
Falemi representou o elenco da Seleção Camaronesa de Futebol no Campeonato Africano das Nações de 2004.